# Червен ибис
Червените ибиси (Eudocimus ruber) са вид птици от семейство Ибисови (Threskiornithidae), като някои автори ги разглеждат като подвид на Eudocimus albus.

### Описание
Дължината е между 55 и 63 сантиметра, тегло – около 1,4 килограма. Размахът на крилете е 54 сантиметра. Мъжките ибиси са по-големи от женските. Оперението им е ярко червено, като краищата на крилата им са черни. Оперението на младите птици е комбинация от сиво, черно, кафяво и бяло.

### Разпространение и местообитание
Разпространени са в блатисти местности и влажни гори в северните части на Южна Америка и съседните Антилски острови. Срещат се в Бразилия, Колумбия, Гвиана, Френска Гвиана, Суринам, Венецуела, Нидерландските Антили и Тринидад и Тобаго. Обитава калища, мочурища и други заблатени места.

### Хранене
Храни се със скариди,мекотели,малки раци и насекоми като бръмбари. Дългите им извити клюнове се използват за сондиране в калта в търсене на плячка. Понякога крадат плячка от други видове ибиси. Червеното им оперение се дължи на храната им.

### Поведение
Живеят на ята от по 30 и повече птици. Докато се хранят се събират на големи групи от по няколко хиляди индивида. Често участват и в смесени ята заедно с щъркели, чапли, патици и други видове ибиси.

### Статут
Червеният ибис е със статут незастрашен. Напоследък няколко популации намаляват.

### Любопитно
Червеният ибис е един от националните символи на Тринидад и Тобаго.